# Каленборн (Кохем-Целль)
Каленборн (нім. Kalenborn) — громада в Німеччині, розташована в землі Рейнланд-Пфальц. Входить до складу району Кохем-Целль. Складова частина об'єднання громад Кайзерзеш.
Площа — 5,30 км2. Населення становить 229 ос. (станом на 31 грудня 2020).